# Exclamatio
Exclamatio är en retorisk stilfigur (trop) som innebär att man gör ett plötsligt utrop eller höjer sin röst för att skapa en effekt eller en känsla hos mottagarna och/eller sig själv. Exclamatio kan oftast identifieras genom att en mening avslutas med ett utropstecken.
Figuren har även setts som synonym till apostrof i andra verk och därmed fått en annan innebörd (se Ad Herennium), men idag gör vi skillnad på de två därför att exclamatio enbart är utropet och behöver inte tilltala någon eller något. Dock så kan det hända att du använder dig av en apostrof samtidigt som du använder dig av exclamatio. (Se exempel 4.)
Exclamatio används för att förmedla en känsla som uppkommer i stunden och också för att väcka känslor hos mottagarna.

## Exempel
1. Attans!
2. Nu får det väl ändå vara nog!
3. Lägg av!
4. Kom igen då gubbar! (Här är ett sådant exempel som använder sig av en apostrof (gubbar) samtidigt som det är exclamatio)
5. Stopp och belägg!